# Bernd Schneider (piłkarz)
Bernd Schneider (ur. 17 listopada 1973 w Jenie) – niemiecki piłkarz grający na pozycji pomocnika, reprezentant kraju.

## Życiorys

### Kariera klubowa
W czasach juniorskich trenował w klubach z Jeny: BSG Aufbau i FC Carl Zeiss. Na początku lat 90. dołączył do seniorskiego zespołu tego drugiego. 13 sierpnia 1991 zadebiutował w 2. Bundeslidze – miało to miejsce w przegranym 1:3 meczu z SV Darmstadt 98. Wraz z klubem w sezonie 1994/1995 zdobył Landespokal Thüringen. Łącznie w latach 1991–1998 w barwach Carl Zeiss rozegrał 173 mecze, w których zdobył 21 goli. 1 lipca 1998 odszedł do pierwszoligowego Eintrachtu Frankfurt. 14 sierpnia 1998 po raz pierwszy zagrał w Bundeslidze – w przegranym 1:2 spotkaniu z MSV Duisburg. W debiutanckim sezonie zagrał w 33 meczach ligowych, w których zdobył 4 gole. 1 lipca 1999 został zawodnikiem klubu Bayer 04 Leverkusen. Grał w nim w latach 1999–2009. W tym czasie dwukrotnie zdobył wicemistrzostwo kraju (1999/2000, 2001/2002), wystąpił w finale Ligi Mistrzów (2001/2002) oraz w finale Pucharu Niemiec (2001/2002, 2008/2009). Zagrał w 366 meczach i strzelił 52 bramki. W czerwcu 2009 roku zakończył karierę piłkarską. Powodem były problemy zdrowotne związane z urazem kręgosłupa, którego doznał rok wcześniej.

### Kariera reprezentacyjna
Jako junior występował w reprezentacjach juniorskich NRD i Niemiec. W seniorskiej reprezentacji zadebiutował 28 lipca 1999 w meczu z Nową Zelandią rozegranym w ramach Pucharu Konfederacji. W 2002 roku wraz z kadrą zdobył wicemistrzostwo świata na turnieju rozgrywanym w Korei Południowej i Japonii. W meczu fazy grupowej z Arabią Saudyjską rozegranym 1 czerwca 2002 w Sapporo zdobył bramkę bezpośrednio z rzutu wolnego oraz zanotował asysty przy golach Miroslava Klose i Olivera Bierhoffa. Po dobrym występie w przegranym finale z Brazylią przez media został okrzyknięty „białym Brazylijczykiem”. W następnych latach wystąpił także na Euro 2004 w Portugalii i Pucharze Konfederacji 2005 w Niemczech. W 2006 roku był w kadrze Niemiec, która na mistrzostwach świata zajęła 3. miejsce. Na tym turnieju był jej kapitanem. Wraz z kolegami z zespołu wystąpił w filmie dokumentalnym Niemcy. Letnia bajka opowiadającym o udziale Niemiec w turnieju. Ostatni mecz w reprezentacji rozegrał 6 lutego 2008 w wygranym 3:0 towarzyskim spotkaniu z Austrią. Z udziału w Euro 2008 rozgrywanym w Austrii i Szwajcarii wykluczyła go kontuzja. W sumie w latach 1999–2008 zagrał w 81 meczach reprezentacji, w których zdobył 4 gole.

### Życie prywatne
Jest kawalerem. Ma dwoje dzieci: córkę Emely (2001) i syna Giovanniego (2008). Po zakończeniu kariery sportowej został zatrudniony w Bayerze Leverkusen w dziale skautingu i młodzieżowym.